# Komořany (Praga)
Komořany – część Pragi. W 2006 zamieszkiwało ją 1 869 mieszkańców.